# 2000年夏季奥林匹克运动会游泳比赛 - 女子4 × 100米混合泳接力
2000年夏季奥林匹克运动会女子4 x 100米混合泳接力的决赛于2000年9月22日在澳大利亚悉尼举行。最终，美国游泳队获得了此项比赛的冠军。

## 成绩
| 名次 | 队伍   | 成绩    |
| ---- | ------ | ------- |
|      | 美国 · | 3:58.30 |
|      | ·      | 4:01.59 |
|      | 日本   | 4:04.16 |